# 沖縄県立首里高等女学校
| 沖縄県立首里高等女学校 | 沖縄県立首里高等女学校 |
| ---------------------- | ---------------------- |
| 創立                   | 1900年                 |
| 所在地                 | 沖縄県那覇市           |
| 初代校長               |                        |
| 廃止                   | 1945年                 |
| 後身校                 |                        |
| 同窓会                 |                        |

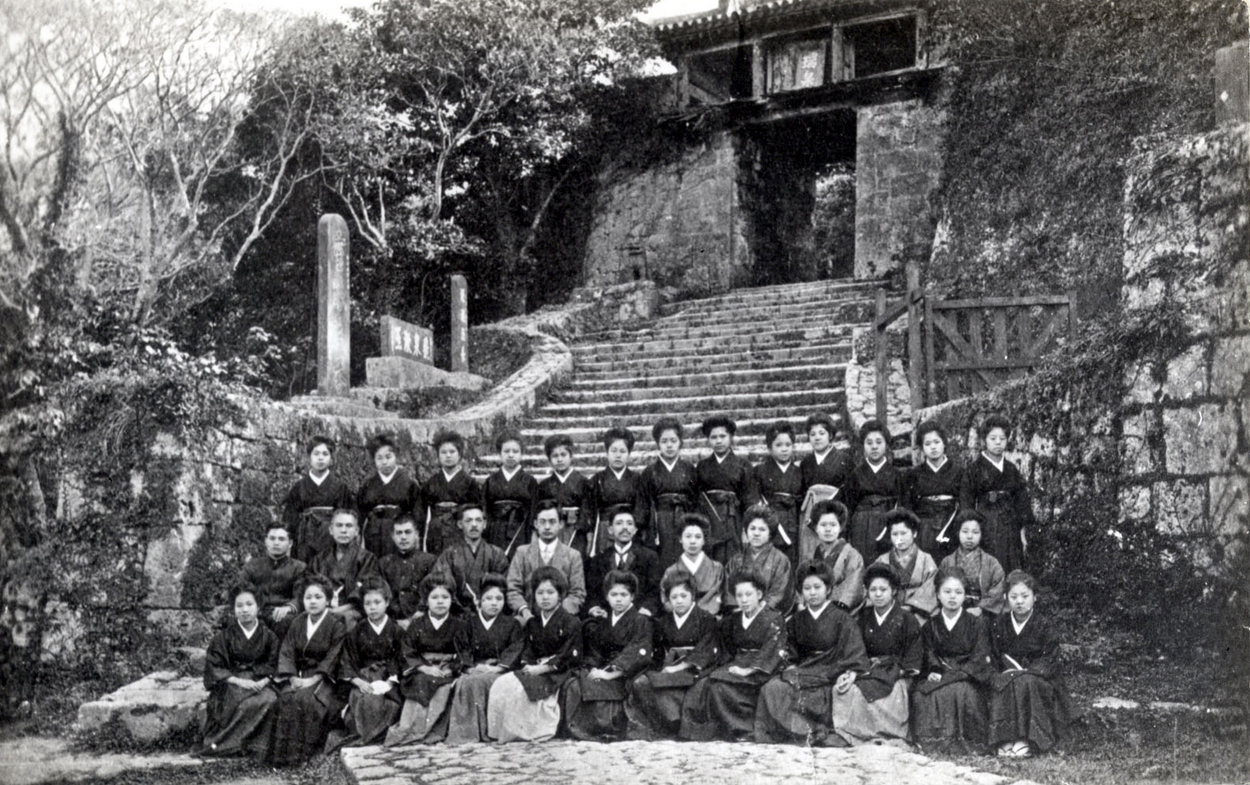
首里城瑞泉門と県立首里高等女学校の生徒 (1919年3月)

沖縄県立首里高等女学校（おきなわけんりつ しゅりこうとうじょがっこう）は、かつて沖縄県首里市（現・那覇市首里）の首里城内にあった県立高等女学校。1945年（昭和20年）、太平洋戦争末期の沖縄戦に巻き込まれて壊滅、廃校した。

## 沿革
本校は沖縄県で最初の女子実業学校として発足し、「県下中等教育の魁」ともされた学校である。首里は王府時代より王家や士族用の織物を生産した土地である。
1897年（明治30年）、「小学校の補習と本区に適した実業の知識を技能を授ける」として、首里尋常高等小学校女子部に補習科として設置され、読書・習字・算術・修身・機織・裁縫・染物を教えた。当時、小学校女子部は学齢期を過ぎた生徒が多く、結婚適齢期を控えて家で機織や裁縫の稽古をするために小学校を中途退学する者が続出していたことを当時の首里区長が憂慮し、設置の運びとなったという。その後、区からの補助を受けて設備や教員を充実させていき、1900年（明治33年）に独立の首里区立女子実業補習学校となった。実業補習学校（1899年より実業学校の一種に位置づけられた）となることで、国からの補助（実業教育費国庫補助法による）を受けることができた。
1903年（明治36年）、首里区立女子工芸学校となる。徒弟学校規程に基づく学校（徒弟学校は実業学校の一種）で、設立目的に「職業教育機関」であることを掲げた。県下で最も有名な実業学校として、首里区以外の各地から生徒が集まったという。
1903年（明治36年）、首里区立女子工芸学校となり、修身・国語・算術・理科・図画のほか機織・染色・裁縫・刺繍の教科を教える。実業教科は1907年に造花が加えられるが、1911年（明治44年）に造花と刺繍が廃止されている。1912年（大正元年）には養蚕が教科に加えられ、1916年（大正5年）には手芸・洗濯が設置された。
1943年（昭和18年）、中等学校令が施行された（実業学校令などが廃止された）ことにともない、沖縄県立首里高等女学校に移行するが、機織と裁縫の教育は引き継がれた。
1945年（昭和20年）の沖縄戦では、学校が兵舎になった。15歳以上の女学生61人は瑞泉学徒隊（ずいせんがくとたい）に編制され、第62師団（石部隊）野戦病院壕に配属された。沖縄戦により半数以上の33人の学徒が死亡したまま、首里高等女学校は廃校となった（#沖縄戦節参照）。

### 略年表
- 1897年（明治30年） - 首里尋常高等小学校女子部に補習科を設置[7]。
- 1900年（明治33年） - 首里区立女子実業補習学校となる[8]。本科（2年制）・別科（1年制）を設置[6]。
- 1902年（明治35年） 
  - 本科を3年制、別科を2年制とし、選科を設置[9]。
  - 赤平に校舎を取得、独立した学校施設を備える[5]。
- 1903年（明治36年） - 首里区立女子工芸学校（3年制）となる[3]。実業補習学校の課程は附属補習科となる[4]。
- 1908年（明治41年） - 首里城内に移転する[10]。
- 1916年（大正5年） - 本科卒業生を収容する「研究科」を設置[4]。
- 1921年（大正10年） - 首里区が首里市になったことに伴い、首里市立女子工芸学校に改称[4]。
- 1936年（昭和11年） - 首里市から沖縄県に移管され、沖縄県立女子工芸学校に改名する[4]。
- 1943年（昭和18年） - 沖縄県立首里高等女学校に改名する。
- 1945年（昭和20年） - 沖縄戦に際して校舎が接収され、生徒は瑞泉学徒隊に編成。戦後に再建は果たされず、首里高等女学校は廃校となった。

## 瑞泉学徒隊
学舎が首里城内の瑞泉門近くにあったため、戦後「瑞泉学徒隊」「ずゐせん学徒隊」いう名称がつけられた。首里高等女学校から動員された女子学生51名のうち、半数を超える33名が戦死した。

### ナゲーラ壕
第62師団野戦病院壕は、沖縄県島尻郡南風原町新川（現在の沖縄自動車道那覇インターチェンジ付近）に位置し、川沿いに構築された全長約200〜300mほどの人工の野戦病院壕で、手術室、薬品室、商務室、控室、患者室が設置され、看護活動のために首里高等女学校の瑞泉学徒隊と沖縄昭和高等女学校の梯梧学徒隊とが動員された。
1945年3月27日夜8時頃、ナゲーラ壕の入り口の兵舎テントで卒業式。親兄弟の姿はなく、校長と将校が参列し、翌日3月28日から正式に野戦病院壕に配属された。このナゲーラ壕では3人の瑞泉学徒隊が亡くなっている。伝染病に感染したという二人の学徒は、壕の深部にある隔離室にいれられ、学友たちは会うことも許されず、脳症にかかって亡くなったと告げられた。熱病にかかったもう一人も脳症にかかり「最期は、しょっちゅうベッドから起き上がっては『お母さんのとこに行く』と、うわ言のように繰り返して」いたという。

### 慰霊塔
1948年（昭和23年）、慰霊塔ずゐせんの塔が建立された。瑞泉学徒隊の死亡者のほか、戦災死した同窓生48人、旧職員15人、合計96人の名前も併せて刻まれた。

### ドキュメンタリー映画
- 元瑞泉学徒隊宮城巳知子のドキュメンタリー映画『17才の別れ』[13][14]

## 関連書籍
- 宮城巳知子「ずいせん学徒の沖縄戦」最前線へ送られた女学生の手記 ニライ社発行